# Nozay (Aube)
Nozay település Franciaországban, Aube megyében. Lakosainak száma 156 fő (2022. január 1.). Nozay Arcis-sur-Aube, Les Grandes-Chapelles, Pouan-les-Vallées, Prémierfait, Saint-Étienne-sous-Barbuise és Villette-sur-Aube községekkel határos.

## Népesség
A település népessége az elmúlt években az alábbi módon változott:
| Lakosok száma | 160  | 131  | 118  | 128  | 142  | 145  | 148  | 150  | 153  | 156  |
|               | 1968 | 1982 | 1990 | 2006 | 2013 | 2015 | 2017 | 2019 | 2020 | 2022 |